# Officinalis
Officinalis o oficinal, és un epítet llatí medieval que fa referència a espècies –principalment plantes— amb usos en medicina i fitoteràpia. Es fa servir sovint com l'epítet específic dins la nomenclatura binomial.
Quan el 1735, Linné va crear el sistema de nomenclatura binominal en la primera edició del Systema Naturae, va posar el nom específic d'officinalis a les plantes i, de vegades, alguns animals relacionades amb un medicament concret, un producte culinari o de qualsevol altre ús.

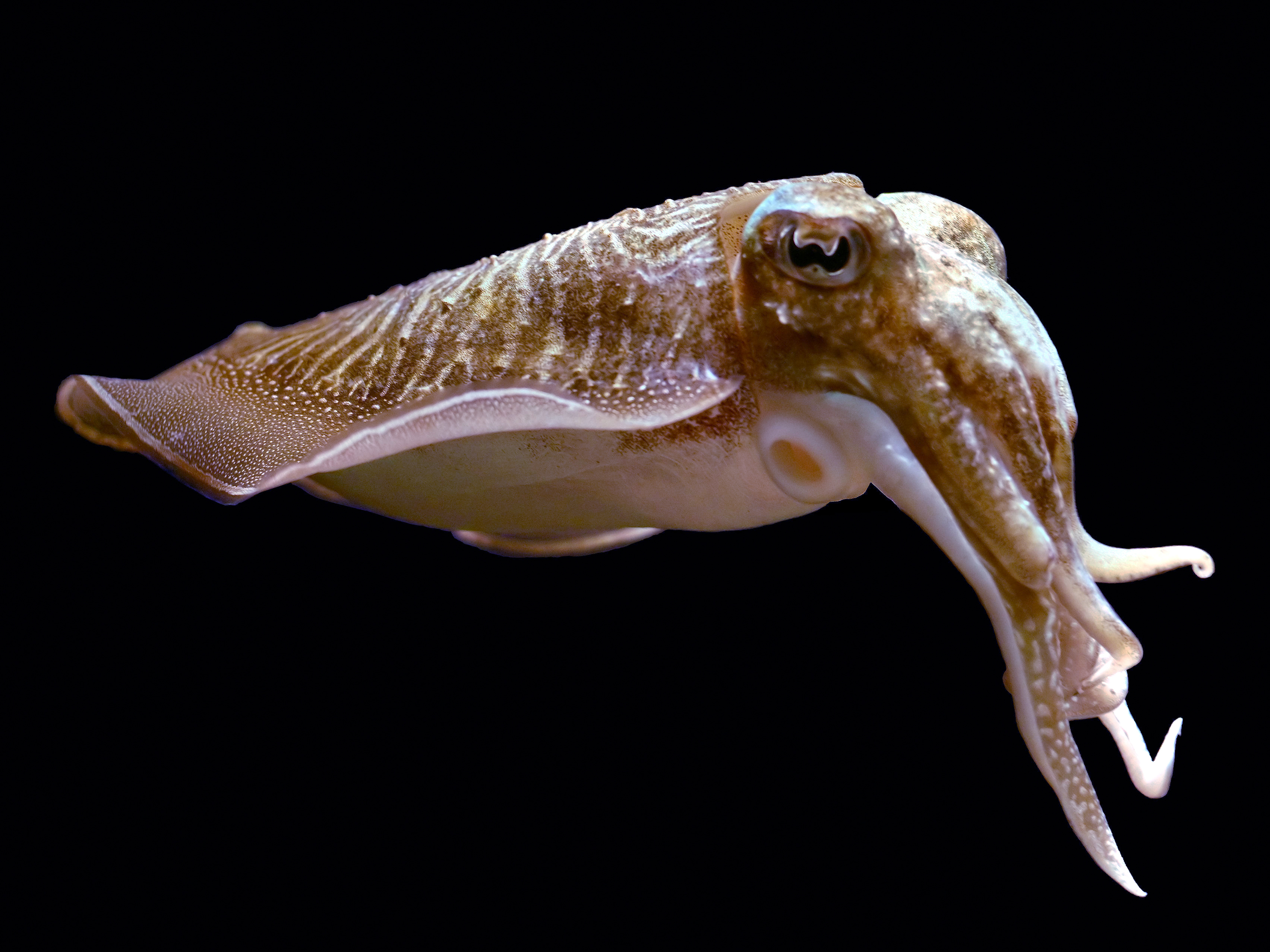
Sèpia officinalis (sèpia)

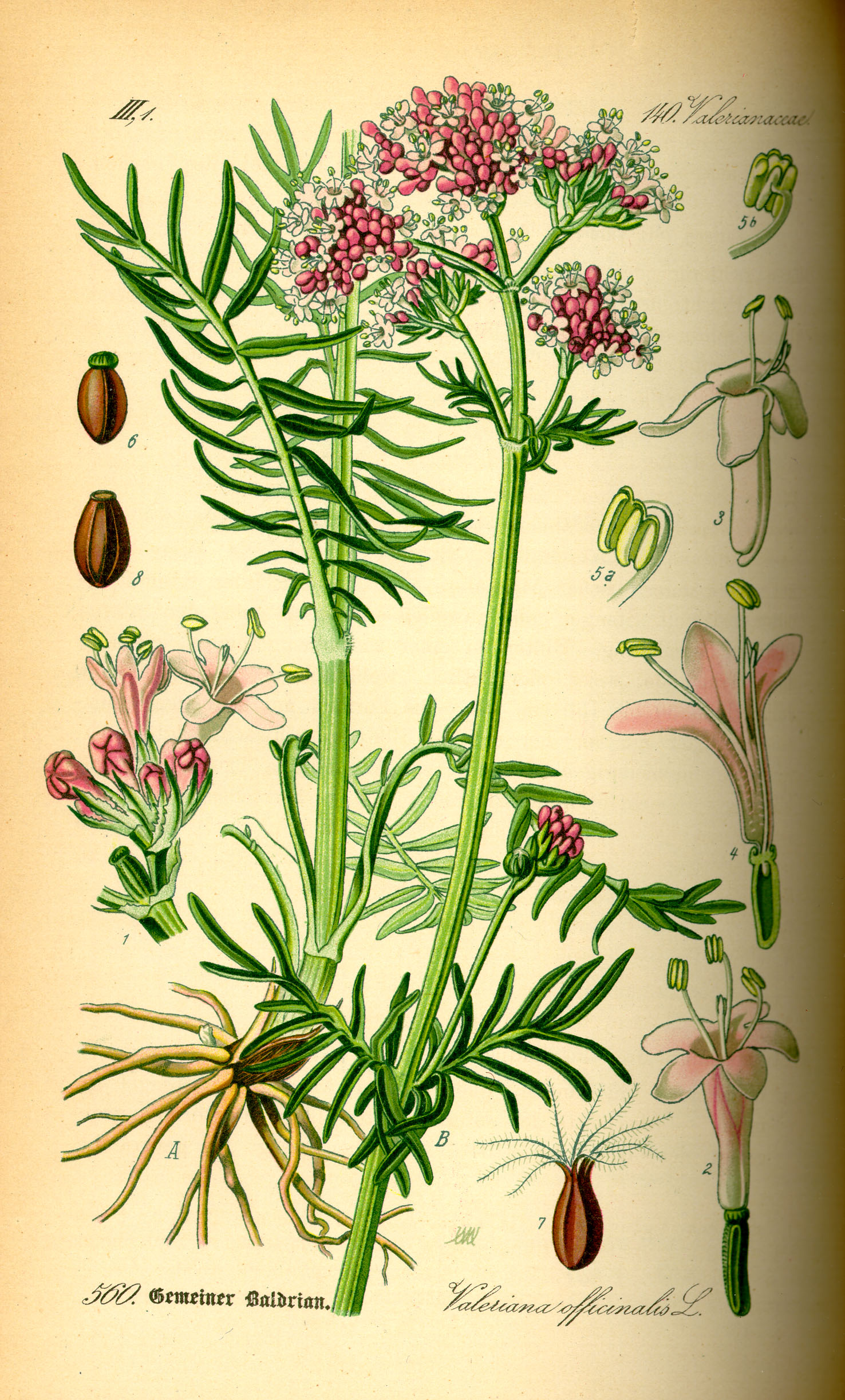
Valeriana officinalis

## Etimologia
El mot llatí officinalis significa «que entra en les preparacions farmacèutiques», que era el magatzem d'un monestir on es guardaven les medicines i altres coses necessàries. Oficina és una contracció de opificina, de opifex (gen. opificis) «operari», compost d'opus, «obra» i el sufix -fex «que fa» de facere, «fer, fabricar».

## Algunes espècies
| - Althaea officinalis (malví) - Anchusa officinalis (buglossa comuna) - Archangelica officinalis (herba de l'Esperit Sant) - Asparagus officinalis (espàrrec) - Avicennia officinalis (manglar) - Bistorta officinalis (bistorta) - Borago officinalis (borratja) - Buddleja officinalis - Calendula officinalis (boixac de jardí) - Cinchona officinalis (calissaia) - Cochlearia officinalis (herba de la cullera) - Corallina officinalis (alga marina) - Cornus officinalis - Cyathula officinalis - Cynoglossum officinale - Euphrasia officinalis - Fumaria officinalis (fumatòria) - Galega officinalis - Gratiola officinalis - Guaiacum officinale - Hyssopus officinalis (hisop) - Jasminum officinale (gessamí) - Laricifomes officinalis (fong de fusta) - Lavandula officinalis - Levisticum officinale - Lithospermum officinale - Magnolia officinalis | - Melilotus officinalis (melilot ratllat) - Melissa officinalis (bàlsam de llimona) - Morinda officinalis (morera índia) - Nasturtium officinale - Paeonia officinalis (peònia de muntanya) - Parietaria officinalis - Primula officinalis (cucut) - Pulmonaria officinalis - Rheum officinale (ruibarbre) - Rosa gallica 'Officinalis' - Rosmarinus officinalis (romaní) - Salvia officinalis (sàlvia) - Sanguisorba officinalis - Saponaria officinalis - Sepia officinalis (sípia) - Sisymbrium officinale (mostassa) - Spongia officinalis (esponja) - Stachys officinalis (betònica) - Styrax officinalis - Symphytum officinale - Taraxacum officinale (dent de lleó) - Valeriana officinalis (valeriana) - Verbena officinalis (berbena) - Veronica officinalis (herba dels leprosos) - Zingiber officinale |